# Turniškės

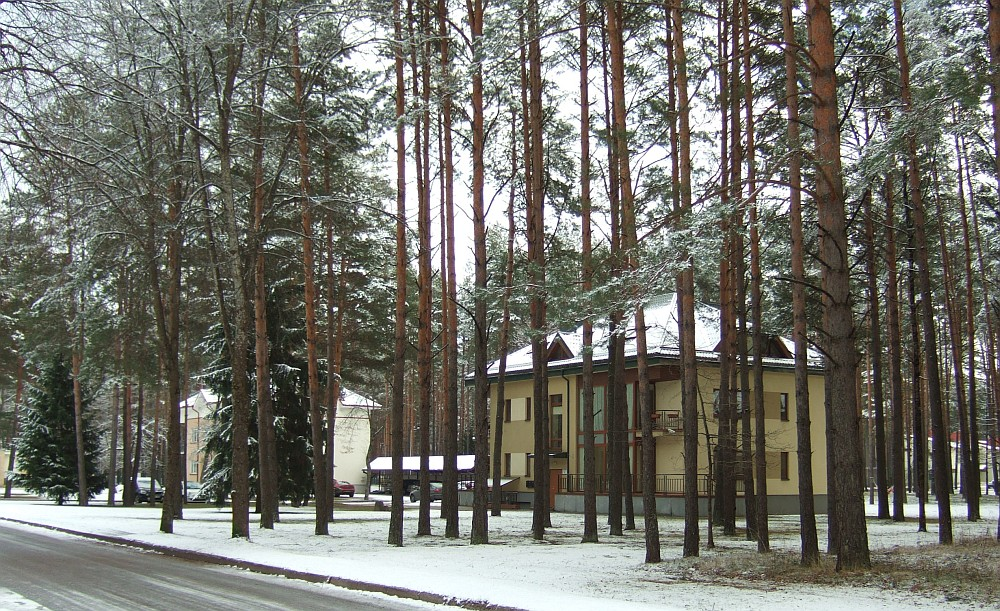
Turniškės (2012)

Turniškės ist ein Stadtteil mit 223 Einwohnern (1959) in der litauischen Hauptstadt Vilnius, im Amtsbezirk Antakalnis,  8 km nordöstlich vom Stadtzentrum, am linken Ufer der Neris.
Der Stadtteil liegt im Landschaftsschutzgebiet Turniškės. Um Turniškės liegt der Wald Valakampiai und fließt die Turniškė.
Urkundlich wurde Turniškės 1780 erwähnt.
1969 wurde Turniškės an Vilnius angegliedert.